# Шахендорф
Шахендорф (нім. Schachendorf) — громада округу Оберварт у землі Бургенланд, Австрія.
Шахендорф лежить на висоті  286 м над рівнем моря і займає площу  22,3 км². Громада налічує 763 мешканців. 
Густота населення 34/км².  
|                                    |
| Шахендорф на мапі округу та землі. |

 Адреса управління громади:  7472 Schachendorf. 

## Демографія
Історична динаміка населення міста за даними сайту Statistik Austria

## Виноски
1. ↑  Dauersiedlungsraum der Gemeinden Politischen Bezirke und Bundesländer - Gebietsstand 1.1.2018 — Статистичне управління Австрії.
2. ↑  Einwohnerzahl 1.1.2018 nach Gemeinden mit Status, Gebietsstand 1.1.2018 — Статистичне управління Австрії.
3. ↑  www.schachendorf.at. Архів оригіналу за 16 лютого 2016. Процитовано 20 листопада 2013.
4. ↑  Gemeindedaten von Schachendorf. Архів оригіналу за 29 вересня 2007. Процитовано 20 листопада 2013.

| Австрія | Це незавершена стаття з географії Австрії. Ви можете допомогти проєкту, виправивши або дописавши її. |